# Bluebird Records
Bluebird Records is een Amerikaans platenlabel en een sublabel van RCA Victor en staat vooral bekend om zijn goedkope publicaties, voornamelijk van kindermuziek, blues en jazz in de jaren 1930 en 1940. Het werd in 1932 opgericht als een goedkoper RCA Victor-dochterlabel. Bluebird werd bekend door wat bekend werd als de Bluebird-sound, die rhythm-and-blues en vroege rock-'n-roll beïnvloedde.

## Geschiedenis
Het label werd in 1932 opgericht als een divisie van RCA Victor door Eli Oberstein, een directeur van het bedrijf. Bluebird concurreerde destijds met andere budgetlabels. Platen werden snel en goedkoop gemaakt. Het Bluebird-geluid kwam van de sessieband die op veel opnamen werd gebruikt om kosten te besparen. De band bestond uit muzikanten als Big Bill Broonzy, Roosevelt Sykes, Washboard Sam en Sonny Boy Williamson. Veel bluesmuzikanten werden gecontracteerd door RCA Victor en Bluebird door Lester Melrose, een talentscout en producent die een virtueel monopolie had op de bluesmarkt in Chicago. In deze jaren werd het Bluebird-label de thuisbasis van de chicagoblues.
Bluebird nam jazz- en bigbandmuziek op en bracht deze opnieuw uit. De selectie omvatte Ted Weems, Rudy Vallée, Joe Haymes, Artie Shaw, Glenn Miller, Shep Fields en Earl Hines. Tijdens de Tweede Wereldoorlog bracht Victor platen van Duke Ellington, Jelly Roll Morton en Bennie Moten opnieuw uit. Bluebirds selectie voor countrymuziek omvatte The Monroe Brothers, The Delmore Brothers, Bradley Kincaid. Het bracht vele titels van Jimmie Rodgers en The Carter Family opnieuw uit.
Na de Tweede Wereldoorlog trok het Bluebird-label zich terug en werden de eerder uitgebrachte titels opnieuw uitgegeven op het standaard RCA Victor-label. In de jaren 1950 blies RCA Victor Bluebird nieuw leven in voor bepaalde budgetopnamen, jazzpublicaties en heruitgaven, kinderplaten en de laaggeprijsde RCA Victor Bluebird Classics-serie. De naam Bluebird werd in de jaren 1960 weer terug getrokken en bepaalde opnamen die in de jaren 1950 onder de opdruk waren uitgegeven, werden overgebracht naar het goedkope RCA Camden-label. Halverwege de jaren 1970 werd het label opnieuw geactiveerd door RCA voor een reeks 2-lp-sets van bigband-, swing- en jazzheruitgaven, geproduceerd door Frank Driggs en Ethel Gabriel. Momenteel wordt het Bluebird-label gebruikt voor cd-heruitgaven van bepaalde jazz- en poptitels die oorspronkelijk zijn uitgegeven bij het RCA Victor-label.

## Labels en schijven
De intrede van RCA Victor op de budgetmarkt was de 35 cent Timely Tunes, verkocht via winkels in Montgomery Ward. 40 nummers verschenen van april tot juli 1931 voordat het label werd stopgezet.
De eerste Bluebird-platen verschenen in juli 1932, samen met de identiek genummerde Electradisk-records. Deze 8-inch schijven werden op de markt gebracht in geselecteerde Woolworth-winkels in New York en zijn tegenwoordig zo zeldzaam dat sommige uitgaven helemaal niet meer bestaan. Bluebird platen droegen een zwart-op-medium blauw label, Electradisks een blauw-op-oranje label.
De 8-inch serie liep van 1800 tot 1809, maar beide labels verschenen later in 1932 weer als 10-inch schijven: Bluebird 1820-1853, doorlopend tot april 1933, en Electradisk 2500-2509 en 1900-2177, doorlopend tot januari 1934.
Electradisks in het 2500-blok waren dansband-kanten die op twee dagen in juni 1932 werden opgenomen. Deze zeldzame nummers kregen Victor-matrixnummers, maar de viercijferige matrixnummers op de 78 lijken meer op schijven van Crown Records, een onafhankelijk label met eigen studio's, hoewel de producten werden geperst door Victor. De weinige records in dat blok die zijn gezien, lijken op Crowns, wat leidt tot speculatie dat ze allemaal bij Crown zijn opgenomen. De 2500-serie was mogelijk ook alleen in New York te koop.
In mei 1933 herstartte RCA Victor Bluebird als een 35 cent (3 voor $ 1) budgetrecord van algemeen belang, genummerd B-5000 en hoger, met een nieuw blauw-op-beige label (vaak aangeduid als de 'Buff' Bluebird, gebruikt tot 1937 in de Verenigde Staten en 1939 in Canada). Het meeste materiaal uit de 1800-serie werd onmiddellijk opnieuw uitgegeven op het Buff-label, daarna liep het gelijktijdig met de Electradisk-serie (gemaakt voor Woolworth).
Een ander kortstondig gelijktijdig label was Sunrise, dat mogelijk te koop is gemaakt door artiesten of 'mom & pop'-winkels. Sunrise en Electradisk werden begin 1934 stopgezet, waardoor Bluebird het enige goedkope label van RCA bleef. RCA Victor produceerde ook een apart Montgomery Ward-label voor de Ward-winkels.

## Artiesten
- Charlie Barnet and his Orchestra
- The Blue Sky Boys
- Cliff Carlisle
- Delmore Brothers
- 'Big Boy' Teddy Edwards
- Shep Fields and his Rippling Rhythm Orchestra
- Glenn Miller and his Orchestra
- The Monroe Brothers
- Montana Slim
- Riley Puckett
- Artie Shaw and his Orchestra
- Tampa Red
- Gid Tanner's Skillet Lickers
- Washboard Sam
- Fats Waller and his Rhythm
- Sonny Boy Williamson I.
- Golden Gate Quartet